# Golden Globe du meilleur film
Le Golden Globe du meilleur film (Golden Globe Award for Best Picture) est une récompense cinématographique décernée annuellement de 1944 à 1951 – et exceptionnellement en 1954 – par la Hollywood Foreign Press Association.
Elle a été scindée en deux catégories à partir de 1952 : Golden Globe du meilleur film dramatique et Golden Globe du meilleur film musical ou comédie.

## Palmarès

### Années 1940
- 1944 : Le Chant de Bernadette (The Song of Bernadette) ♙
- 1945 : La Route semée d'étoiles (Going My Way) ♕
- 1946 : Le Poison (The Lost Weekend) ♕
- 1947 : Les Plus Belles Années de notre vie (The Best Years of Our Lives) ♕
- 1948 : Le Mur invisible (Gentleman's Agreement) ♕
- 1949 : (ex æquo) Johnny Belinda ♙ et Le Trésor de la Sierra Madre (The Treasure of the Sierra Madre) ♙

### Années 1950
- 1950 : Les Fous du roi (All the King's Men) ♕
- 1951 : Boulevard du crépuscule (Sunset Blvd.) ♙
- 1952 : Non attribué (Golden Globe du meilleur film dramatique et Golden Globe du meilleur film musical ou comédie)
- 1953 : Non attribué (Golden Globe du meilleur film dramatique et Golden Globe du meilleur film musical ou comédie)
- 1954 : La Tunique (The Robe) ♙